# Pulverturm (Leutkirch im Allgäu)

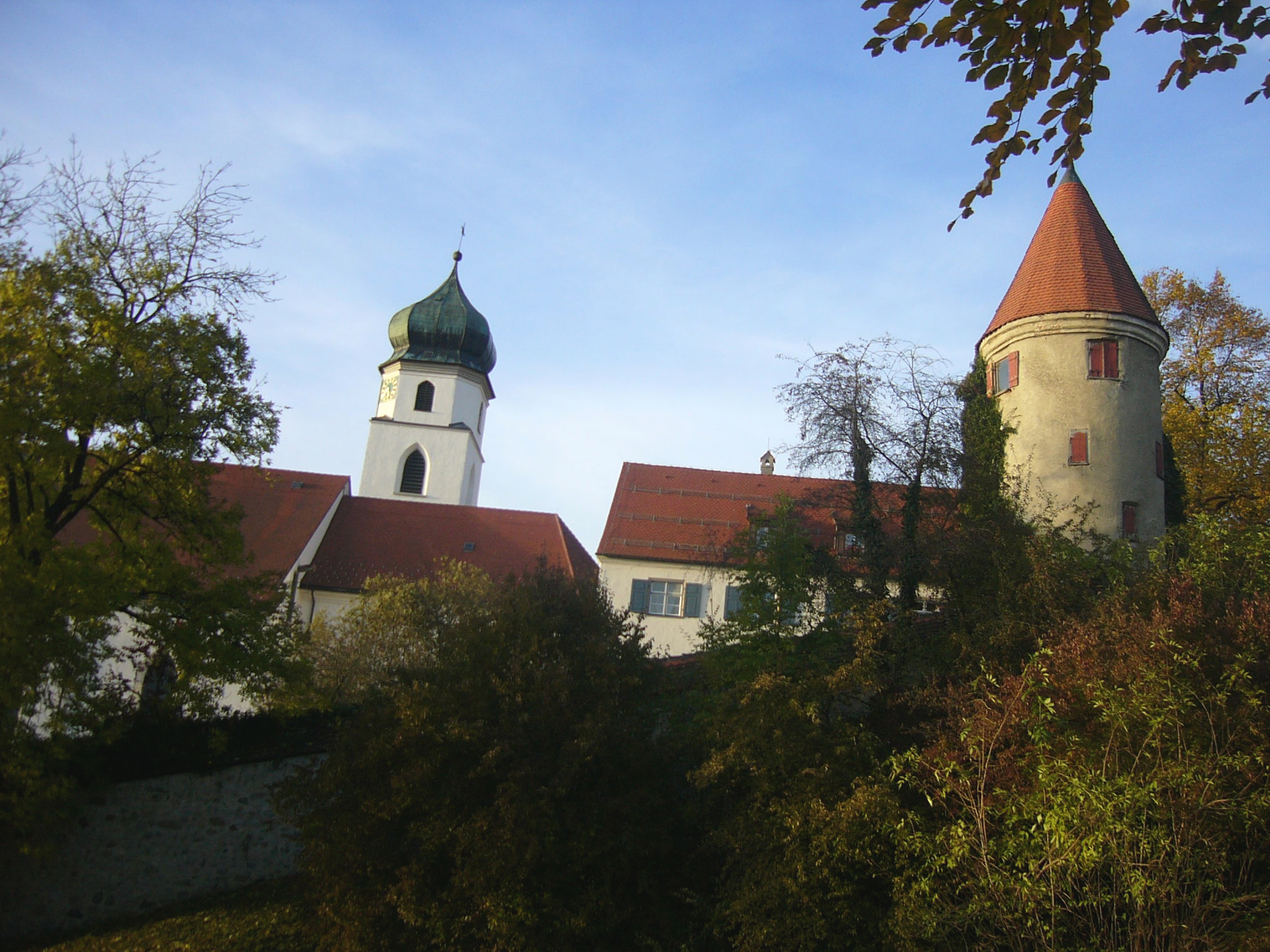
St.-Martins-Kirche und Pulverturm (rechts)

Der Leutkircher Pulverturm wurde gegen Ende des 17. Jahrhunderts an der Südostecke des Leutkircher Stadtgebietes im Zuge des Wiederaufbaus der eingestürzten Stadtmauer neu errichtet.
Der Turm diente zur Lagerung von Schießpulver, wurde 1804 von der Stadt verkauft und 1918 zurückgekauft.